# Cuspir
O termo cuspir refere-se à prática de expelir pela boca algum líquido qualquer, especialmente a saliva e o catarro, muito embora tal prática seja vista como desrespeitosa em diversos países. Na Inglaterra, a subprefeitura de Waltham Forest passou a cobrar multas em 2013 de quem cuspir ou urinar nas ruas. Na China, por sua vez, tal medida veio às vésperas das Olimpíadas de 2008, quando houve um grande esforço para melhorar a imagem de Pequim.